# ロレンツォ・ピローラ
ロレンツォ・ピローラ（Lorenzo Pirola, 2002年2月20日 - ）は、イタリア・カラーテ・ブリアンツァ出身のサッカー選手。オリンピアコスFC所属。ポジションはディフェンダー。

## 経歴

### クラブ
FCインテルナツィオナーレ・ミラノの下部組織で育ち、2020年7月16日に行われたセリエA第33節のアウェイでのS.P.A.L.戦で4-0で勝ち越しているなか、79分からアントニオ・カンドレーヴァに代わって出場し、18歳でトップチームにデビューした。
2020年10月5日、セリエBに昇格したACモンツァに1年間の期限付き移籍で加入した。2020-21シーズンは公式戦16試合に出場し、シーズン終了後は所属はインテルに戻ったが、2021年7月14日に買取りオプション及びインテルの買戻しオプション付きの1年間の期限付き移籍で再びモンツァに加入した。
2022年7月30日、USサレルニターナ1919への期限付き移籍が発表された。
2024年7月20日、オリンピアコスFCに移籍した。

### 代表
2020年10月13日、ピサのアレーナ・ガリバルディで行われたUEFA U-21欧州選手権2021予選のアイルランド戦で先発し、U-21イタリア代表にデビュー。試合も2-0で勝利を収めた。その後、2021年3月から始まった本大会のメンバーにも選出され、イタリアが準々決勝でポルトガルに敗れて大会を去るまでの全4試合のうち、グループリーグ第3節のスロベニア戦に73分から出場した。2021年9月3日にエンポリのスタディオ・カルロ・カステラーニで行われたUEFA U-21欧州選手権2023予選のルクセンブルクとの試合で、7分にアッズッリーニでの初得点を決めた。